# قصر جبيب
هو مجمع من معبدان رومانيان يبعد بضع المترات من قمة جبل الشيخ. يقع رسمياً في منطقة مركز القنيطرة في سوريا، تظهر شبكة التخطيط أن الأثار تقع في قضاء حاصبيا في محافظة النبطية في لبنان.
لدى الملجأين حيطان شمالية منحوتة من صخر الأساس الصلب. لدى المعبد الغربي مساحة في الخلف في مكان أديتون الذي جُذِعَ من جرف الصخر. أقترح كيفن بوتشر أن هذا التصميم أستخدم "لتقريب المعابد من الآلهة".